# Piec oporowy
Piec oporowy – (piec rezystancyjny) piec elektryczny ogrzewany za pomocą ciepła, powstającego podczas przepływu prądu elektrycznego przez elementy grzejne.
Rozróżnia się następujące piece oporowe:
- bezpośrednie, w których ciepło wywiązuje się we wnętrzu wsadu odgrywającego rolę opornika,
- pośrednie, w których ciepło wywiązuje się w elemencie grzejnym niebędącym częścią wsadu.